# Bärbel Bas

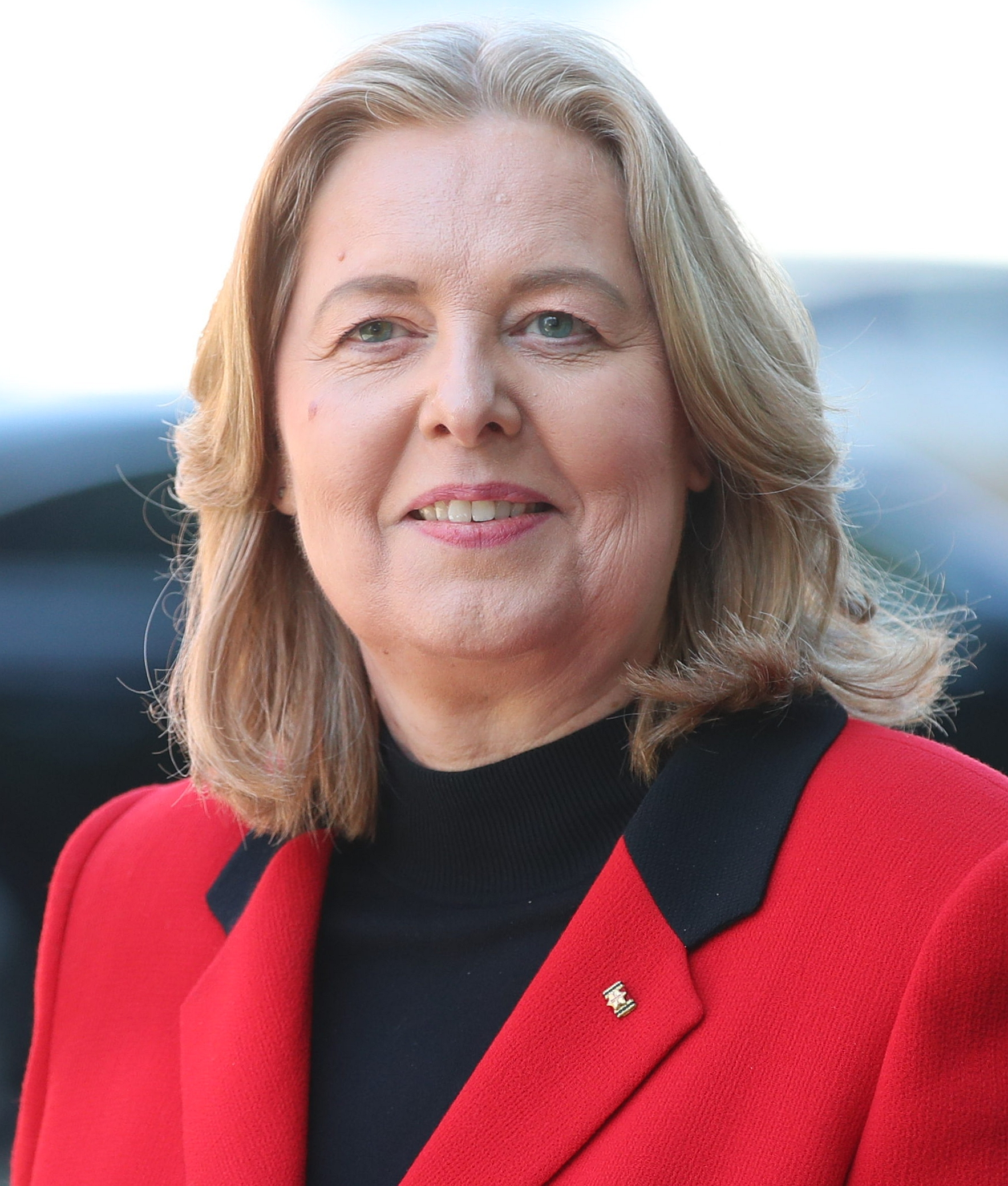
Bärbel Bas (2025)

Bärbel Bas (* 3. Mai 1968 in Walsum, heute Duisburg) ist eine deutsche Politikerin (SPD). Sie ist seit Mai 2025 Bundesministerin für Arbeit und Soziales im Kabinett Merz und seit Juni 2025 gemeinsam mit Lars Klingbeil Bundesvorsitzende ihrer Partei. Zuvor war sie von Oktober 2021 bis März 2025 Präsidentin des Deutschen Bundestages.
Bas ist seit der Bundestagswahl 2009 Mitglied des Deutschen Bundestages und gehört dort der Parlamentarischen Linken an.

## Leben und Beruf
Bärbel Bas ist die Tochter eines Busfahrers und einer Hausfrau. Sie hat fünf Geschwister.
Von 1978 bis 1984 besuchte sie die Hauptschule in Voerde, die sie mit dem Hauptschulabschluss Typ 10 B (Fachoberschulreife) abschloss. Da sie keinen Ausbildungsplatz in ihrem damaligen Wunschberuf, Technische Zeichnerin, gefunden hatte, besuchte sie für ein Jahr die höhere Berufsfachschule für Technik in Dinslaken. Dort erlernte sie unter anderem das Schweißen.
Von 1985 bis 1987 absolvierte sie eine Ausbildung zur Bürogehilfin bei der Duisburger Verkehrsgesellschaft (DVG), wo sie von 1987 bis 2001 als Sachbearbeiterin tätig war und später zur betriebseigenen Krankenkasse wechselte. In den Jahren 1994 bis 1997 absolvierte sie eine Ausbildung zur Sozialversicherungsfachangestellten. 2000 bis 2002 folgte eine berufsbegleitende Fortbildung zur Krankenkassenbetriebswirtin und 2003 erwarb sie die Ausbildereignung. Von 2002 bis 2006 war sie stellvertretendes Vorstandsmitglied der Betriebskrankenkasse EVS. 2005 bis 2007 folgte eine weitere Fortbildung zur Personalmanagement-Ökonomin (VWA) an der Verwaltungs- und Wirtschaftsakademie Essen. Anschließend war Bas von 2007 bis 2009 als Leiterin der Abteilung Personalservice bei der BKK futur tätig.
In den Jahren 1986 bis 1988 war sie Jugend- und Auszubildendenvertreterin bei der DVG und von 1988 bis 1998 Mitglied des Betriebsrates und als Arbeitnehmervertreterin im Aufsichtsrat der DVG.

## Partei

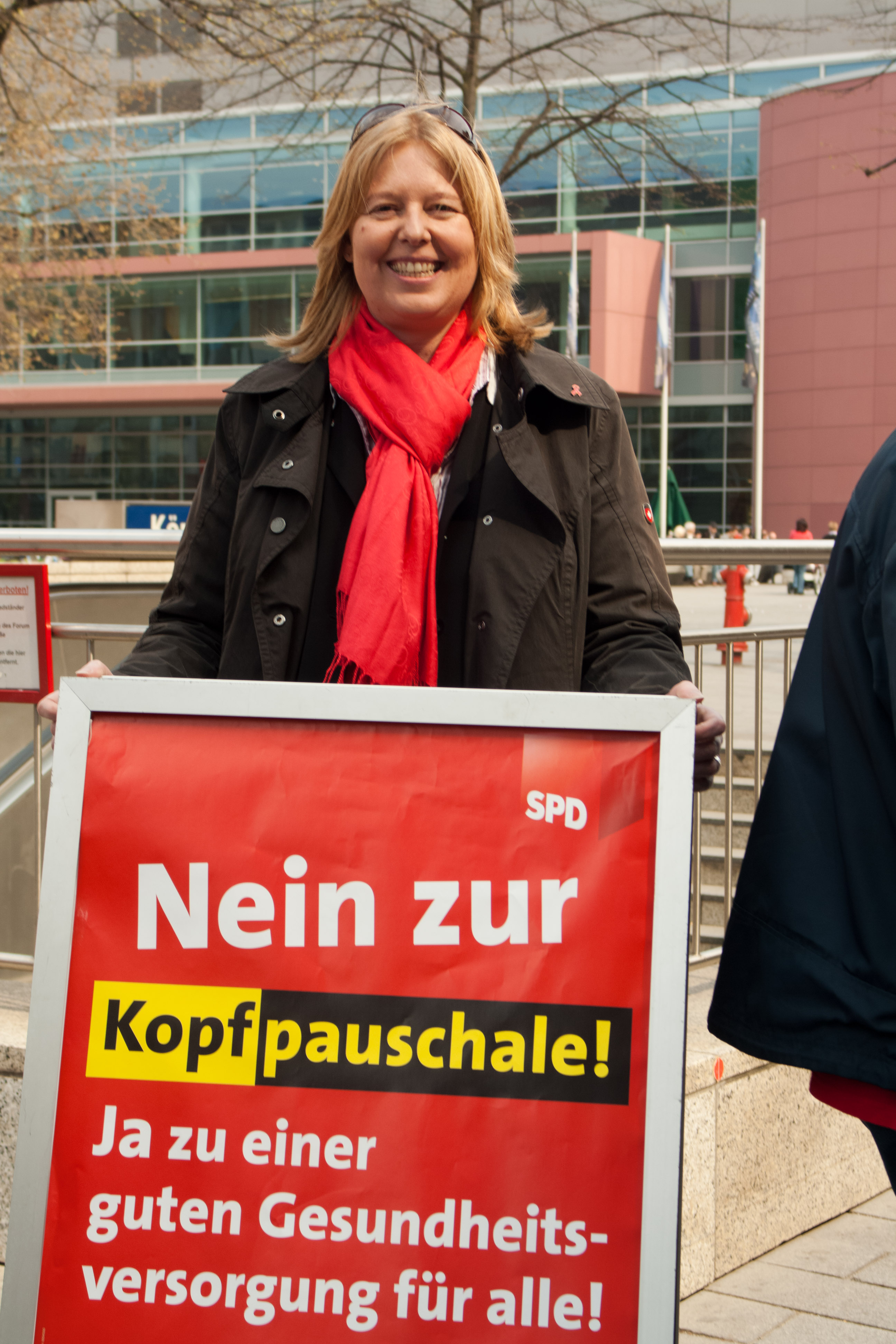
Bärbel Bas (2010)

Im Oktober 1988 trat Bas in die SPD ein. Ein Jahr später wurde sie Beisitzerin im Juso-Unterbezirksvorstand Duisburg, dessen Vorsitzende sie von 1990 bis 1998 war. Von 1997 bis 2018 war sie Mitglied im Unterbezirksvorstand der Duisburger SPD, dessen stellvertretende Vorsitzende sie von 2006 bis 2018 war. Von 2004 bis 2018 war sie Mitglied im Regionalvorstand der SPD Niederrhein, von 2009 bis 2018 Mitglied im Sprecherkreis der SPD im Ruhrgebiet. Seit 2010 ist sie Vorsitzende des SPD-Landesparteirats in NRW.
Nachdem Saskia Esken am 12. Mai 2025 auf ihre Wiederwahl als Parteivorsitzende verzichtet hatte, wurde Bas als Nachfolgerin vorgeschlagen. Am 27. Juni 2025 wurde sie zusammen mit dem bisherigen Co-Vorsitzenden Lars Klingbeil zur Parteivorsitzenden in Doppelspitze gewählt. Sie erhielt 95,0 % der abgegebenen Stimmen, Klingbeil 64,9 %.

## Politische Ämter
Von 1994 bis 2002 war Bärbel Bas Mitglied im Rat der Stadt Duisburg. Bei der Bundestagswahl 2009 wurde Bas mit 42,2 % der Erststimmen im Wahlkreis Duisburg I für die SPD als Abgeordnete in den 17. Deutschen Bundestag gewählt. Bei der Bundestagswahl 2013 konnte sie ihr Direktmandat mit 46,6 % verteidigen. 2017 wurde sie mit 38,3 %, 2021 mit 40,3 % der Erststimmen wiedergewählt. Auch bei der Bundestagswahl 2025 wurde sie mit 39,0 % der Erststimmen erneut wiedergewählt.
Im 17. Bundestag war sie ordentliches Mitglied des Ausschusses für Gesundheit, dem sie seit dem 18. Bundestag weiter als stellvertretendes Mitglied angehört. Im 18. Bundestag gehörte sie dem Ältestenrat als ordentliches und dem Gemeinsamen Ausschuss von Bundesrat und Bundestag als stellvertretendes Mitglied an. Von Dezember 2013 bis September 2019 war Bas Parlamentarische Geschäftsführerin der SPD-Bundestagsfraktion. Am 24. September 2019 wählte die Fraktion sie zur stellvertretenden Vorsitzenden mit dem Aufgabenbereich Gesundheit, Petitionen, Bildung und Forschung. Zudem war Bas im 19. Bundestag ordentliches Mitglied im Gemeinsamen Ausschuss des Deutschen Bundestags und gehörte als stellvertretendes Mitglied dem Ausschuss für Bildung, Forschung, Technikfolgenabschätzung, dem Petitionsausschuss, der Enquete-Kommission Berufliche Bildung sowie dem Ausschuss für Gesundheit an. Ab März 2021 war sie ordentliches Mitglied im Vermittlungsausschuss. Innerhalb der Fraktion ist sie dem linken Flügel, der Parlamentarischen Linken, zugehörig.

### Präsidentin des Deutschen Bundestages (2021–2025)
Nach der Bundestagswahl 2021 wurde sie von ihrer Fraktion als Präsidentin des 20. Deutschen Bundestages nominiert. Am 26. Oktober 2021 wurde sie schließlich in der konstituierenden Sitzung des 20. Deutschen Bundestages mit 576 von 724 abgegebenen Stimmen zur Bundestagspräsidentin gewählt.
Als Bundestagspräsidentin kritisierte Bas mehrfach offiziell das Auftreten der von ihrer Partei geführten Bundesregierung, unter anderem das mangelhafte Antwortverhalten gegenüber Anfragen des Bundestages sowie übereilt eingebrachte Gesetzesentwürfe ohne ausreichende Beratungszeit. Sie setzte sich für die Kontrollrechte des Bundestages ein.
Als Bundestagspräsidentin amtierte sie über die gesamte Wahlperiode bis zur Wahl ihrer Nachfolgerin Julia Klöckner (CDU) am 25. März 2025.

### Bundesministerin für Arbeit und Soziales (seit 2025)
Am 6. Mai 2025 wurde Bas durch den Bundespräsidenten Frank-Walter Steinmeier zur Bundesministerin für Arbeit und Soziales im Kabinett Merz ernannt. Damit ist sie die erste Person, die, nachdem sie Bundestagspräsident war, Bundesminister wurde.
Anfang Mai schlug sie vor, auch Beamte in die Rentenversicherung einzahlen zu lassen.

## Mitgliedschaften
Bas ist Schirmherrin des Malteser-Hospizes St. Raphael in Duisburg-Huckingen und Mitglied des Stiftungsrates der Stiftung Humanitäre Hilfe für durch Blutprodukte HIV-infizierte Personen. Seit Juli 2015 ist sie Mitglied des Aufsichtsrates der Hüttenwerke Krupp Mannesmann GmbH (HKM). Bis zum 15. März 2013 war sie Mitglied des Aufsichtsrates der Stadtwerke Duisburg. Sie war Schatzmeisterin der Parlamentarischen Linken (PL), ist Mitglied bei ver.di und – seit 2017 – im Sozialverband VdK Deutschland. In Duisburg unterstützt sie außerdem den Sportverein TuS Viktoria 06 Buchholz im südlich gelegenen Stadtteil Duisburg-Buchholz sowie die AWO und die SJD – Die Falken mit ihrer Mitgliedschaft. Sie war in ihrer Funktion als Bundestagspräsidentin Vorsitzende des Kuratoriums der Stiftung Denkmal für die ermordeten Juden Europas. Im Jahr 2023 war Bas „Orange The World“-Schirmfrau der Kampagne gegen Gewalt gegen Frauen von UN Women Deutschland.

## Ehrungen und Auszeichnungen
- 2022: Großkreuz des Ordens de Isabel la Católica
- 2022: Orden des Fürsten Jaroslaw des Weisen (3. Klasse)[34]
- 2023: Großkreuz des Verdienstordens der Bundesrepublik Deutschland[35]

## Privates
Als Hobbys gibt Bärbel Bas Motorradfahren auf ihrer Harley-Davidson und Fußball an. In ihrer Jugend hat sie selbst beim Fußballverein Glückauf Möllen aktiv Fußball gespielt. Sie ist bis heute Anhängerin des MSV Duisburg.
Bas war mit dem SPD-Genossen Siegfried Ambrosius 15 Jahre bis zu seinem Tod im Jahr 2020 liiert, davon fünf Jahre verheiratet.